# Barbados vid världsmästerskapen i friidrott 2022
Barbados tävlade vid världsmästerskapen i friidrott 2022 i Eugene i USA mellan den 15 och 24 juli 2022. Barbados hade en trupp på tre idrottare.
Den 22 juli 2022 tog Sada Williams brons i damernas 400 meter efter ett lopp på 49,75 sekunder, vilket blev en förbättring av hennes eget nationsrekord. Hon blev den första kvinnan från Barbados och landets totalt andra friidrottare att ta medalj i ett friidrotts-VM. Det var Barbados första medalj sedan Ryan Brathwaite tog guld på 110 meter häck vid VM i Berlin 2009.

## Medaljörer
| Medalj | Idrottare     | Gren               | Datum   |
| ------ | ------------- | ------------------ | ------- |
| Brons  | Sada Williams | Damernas 400 meter | 22 juli |

## Resultat

### Herrar
Gång- och löpgrenar
| Idrottare        | Gren           | Försöksheat | Försöksheat | Semifinal | Semifinal | Final    | Final     |
| Idrottare        | Gren           | Resultat    | Placering   | Resultat  | Placering | Resultat | Placering |
| ---------------- | -------------- | ----------- | ----------- | --------- | --------- | -------- | --------- |
| Jonathan Jones   | 400 meter      | 45,46       | 5 0Q0       | 44,78     | 6 0q0     | 46,13    | 8         |
| Shane Brathwaite | 110 meter häck | 13,47       | 13 0Q0      | 13,21     | 5 0q0     | 0DSQ0    | 0DSQ0     |

### Damer
Gång- och löpgrenar
| Idrottare     | Gren      | Försöksheat | Försöksheat | Semifinal  | Semifinal | Final      | Final     |
| Idrottare     | Gren      | Resultat    | Placering   | Resultat   | Placering | Resultat   | Placering |
| ------------- | --------- | ----------- | ----------- | ---------- | --------- | ---------- | --------- |
| Sada Williams | 400 meter | 51,05       | 7 0Q0       | 50,12 0SB0 | 4 0Q0     | 49,75 0NR0 | 3         |